# Narracio
De Quedam narracio de Groninghe, de Thrente, de Covordia et diversis aliis sub diversis episcopis Traiectensibus of kortweg Narracio is een geschrift in het Latijn uit 1232. Een Nederlandse vertaling van de titel is: Een verhaal over Groningen, Drenthe, Coevorden en allerlei andere zaken onder verschillende Utrechtse bisschoppen. Vooral voor Groningen en Drenthe is de Narracio een van de belangrijkste middeleeuwse kronieken.

## Gegevens
De auteur van het stuk is niet bekend, maar uit de inhoud wordt duidelijk dat hij tot het kamp van de bisschop van Utrecht moet hebben behoord. Het stuk is subjectief geschreven. Sommige passages kunnen heden ten dage als discriminerend worden beschouwd.
Van het geschrift zijn vier versies bekend die op details van elkaar afwijken. Onderzoek heeft uitgewezen dat geen enkele van de nu bekende versies het origineel is.

## Inhoud
Het stuk is een verslag van de gebeurtenissen in het einde van de twaalfde eeuw en het begin van de dertiende eeuw die leidden tot de slag bij Ane in 1227 en de daarop volgende gebeurtenissen.
Bij de slag van Ane verloor het zwaarbewapende leger van de bisschop van Utrecht, Otto van Lippe de strijd tegen de lichtbewapende Drentse boeren onder aanvoering van Rudolf II van Coevorden.

## Passages
Met opgewekt gezicht en goedgehumeurd verwelkomt de bisschop hen allen in Ommen. Hij voert hen naar Nijenstede, waar nu de burcht Hardenberg staat, en vervolgens naar Gramsbergen; ten slotte slaan ze op die vervloekte en noodlottige plaats Ane voor de laatste keer hun tenten op. Er achteraan komen talloze schepen die proviand, blijden en ook kruisbogen en ander oorlogstuig in grote hoeveelheden over de Vecht aanvoeren. Die uitrusting kostte meer dan al zijn andere oorlogen bij elkaar.
Als Rudolf dat hoort, breekt hij het beleg op en met zijn mannen stelt hij zich dicht bij Coevorden tegenover zijn heer op, en wel zo dat slechts een moerassige, waterrijke vlakte van ruim een halve mijl breed, zonder bomen of bosjes, de legers van elkaar scheidde.
...
De bisschop, de graven en al zijn andere mannen, vrolijk en eigenlijk al zeker van de overwinning, volgen verspreid en ordeloos. Ze komen aan op de plaats waar ze de dood, sterker nog, de martelaarsdood zullen vinden. Over en weer begint men de strijd. Als ze tegen de vijand oprukken, zakken onze voorste gelederen meteen langzaam weg in het stinkende, dode moeras, waarin ze ten slotte door het gewicht van hun wapenuitrusting geheel wegzinken. Van verre met pijlen en speren en van dichtbij met het zwaard slachtten de Drentse onmensen hen af als vee.
...
Rudolf en zijn mannen echter, niet tevreden met de moordpartij, springen op hun paarden en achtervolgen de hele dag, tot aan het vallen van de avond, de vluchtende schepen en mannen langs de Vecht. Velen grijpen ze, ze nemen ze gevangen en doden hen.
...
De namen van de andere grote ridders zou ik u een voor een noemen, als ik bij de gedachte aan hen niet liever zou wenen dan schrijven. Maar wees hier zeker van: de Utrechtse ridderschap met haar aanzienlijke lieden, haar hoofsheid en moed en alle goeds dat dit land in overvloed bezat, heeft in dat vervloekte moeras haar laatste dag beleefd.